# Olpe, Kansas
Olpe är en ort i Lyon County i Kansas. Orten har fått sitt namn efter Olpe i Tyskland. Vid 2010 års folkräkning hade Olpe 546 invånare.